# SCSI

A SCSI ikonja ill. logoja.

A SCSI (Small Computer System Interface) olyan szabványegyüttes, melyet számítógépek és perifériák közötti adatátvitelre terveztek. A SCSI szabványok definiálják a parancsokat, protokollokat, az elektromos és optikai csatolófelületek definícióit.
Leggyakoribb felhasználási területe a merevlemezek és mágnesszalag-meghajtók, de sok más perifériánál is alkalmazzák (pl. szkennerek, CD-meghajtók).

## SCSI meghajtók

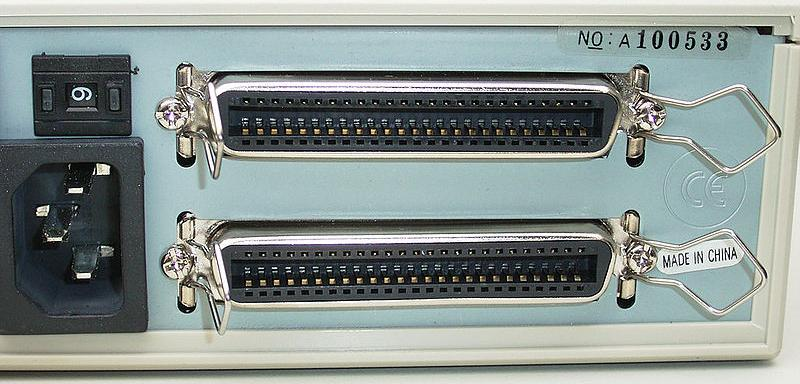
Két SCSI csatlakozó.

A SCSI meghajtók az ATA és SATA meghajtóknál haladóbb eszközök. A SATA meghajtók megbízhatósága a fejegység, lemezek és a gyártó technológia fejlődése miatt javult az ATA-hoz képest, viszont a SCSI meghajtók mindkettőnél megbízhatóbbak. A SCSI eszközök az ATA és SATA eszközöknél nagyobb átviteli sebességet tesznek lehetővé, viszont azoknál sokkal drágábbak, ezért az otthoni felhasználók SCSI eszközöket szinte egyáltalán nem használnak.
A SCSI-t általában merevlemezek, CD/DVD-meghajtók és szalagos adattárolók esetén használják, azonban léteznek nyomtatók és szkennerek is, melyek SCSI csatlakozásúak. A SCSI története 1981-ben kezdődött, 1986-ban pedig az ANSI szervezet szabványosította. A SCSI meghajtókat hálózati szerverekben és minőségi gépparkokban használják, ahol nagyon fontos a magas adatátviteli sebesség és a megbízhatóság.

## SCSI lánc
Egy SCSI kábelre több SCSI eszköz is felfűzhető; ezt nevezik SCSI láncnak (ang. chain). A SCSI-nek több verziója létezik. Ezek közül egyesek a kábelre maximum 8, mások 16 eszköz felfűzését teszik lehetővé. A SCSI kábelhez kötött meghajtókat egyetlen vezérlő, a SCSI host adapter kezeli, így egy kábelre ténylegesen legfeljebb 7 illetve 15 egyéb eszköz csatlakoztatható. A host adapter egy bővítőkártya (külalakra egy videókártyára hasonlít), amit közvetlenül az alaplapba kell csatlakoztatni.
A SCSI lánc lehet külső vagy belső, aszerint, hogy a felfűzött eszközök a gépházon kívül vagy belül helyezkednek el. A lánc maximális hossza a SCSI verziójától függ; eszerint egy lánc hossza nem haladhatja meg 1,5–12 métert. A SCSI láncot a lánc végén elhelyezkedő eszköznél le kell zárni, különben a jel a kábelvégről visszapattan, és interferenciát okoz. A lezárás az eszközön levő kis switch (kapcsoló) segítségével hajtható végre.

## SCSI merevlemezek
A SCSI merevlemezek fizikai mérete ugyanakkora, mint az ATA és SATA winchestereké – lemezeinek átmérője 3,5 inch –, viszont percenkénti fordulatszáma azokénál nagyobb: a SCSI winchesterek forgásszáma 10000 vagy 15000 rpm (rotation per minute).
A régebbi alaplapok csak ATA winchesterek csatlakoztatását teszik lehetővé, az újabbak pedig az ATA és SATA winchesterekét egyaránt, vagy – ritkább esetben – csak a SATA winchesterekét. Mivel a SCSI más technológia alapján működik, egyedi alakú csatlakozója van, és a SCSI winchestereket nem lehet az alaplap ATA és SATA csatlakozóhelyeihez kapcsolni, csak a már említett SCSI host adapter-ekhez.
A SCSI adatátviteli sebessége a fontosabb SCSI verziók esetén:
| SCSI szabvány    | Átviteli sebesség |
| ---------------- | ----------------- |
| Ultra2 Wide SCSI | 80 MB/s           |
| Ultra3 SCSI      | 160 MB/s          |
| Ultra-320 SCSI   | 320 MB/s          |
| Ultra-640 SCSI   | 640 MB/s          |